# Xenopholis undulatus
Espèce
Synonymes
- Oxyrhopus undulatus Jensen, 1900
- Paroxyrhopus reticulatus Schenkel, 1900
- Oxyrhopus latifrontalis Werner, 1913
- Paroxyrhopus atropurpureus Amaral, 1923

Xenopholis undulatus  est une espèce de serpents de la famille des Dipsadidae.

## Répartition
Cette espèce se rencontre :
- au Paraguay ;
- au Brésil dans les États de Pará, de Goiás, de Mato Grosso et dans le District fédéral.

## Description
L'holotype de Xenopholis undulatus mesure 465 mm dont 70 mm pour la queue. Cette espèce a la face dorsale jaunâtre. Son dos présente une bande ondulante brune ou noirâtre et une série de points sur les flancs. Son œil est marqué d'un barre noire. Sa face ventrale est blanchâtre. Et je suis passé par là :).

## Étymologie
Son nom d'espèce, dérivé du latin undula, « ondulation », lui a été donné en référence à sa rayure dorsale.

## Publication originale
- Jensen, 1900 "1899" : Lagoa Santa Egnens Slanger. Videnskabelige meddelelser fra den Naturhistoriske forening i Kjöbenhavn, vol. 1899, p. 99-111 (texte intégral).